# Zżera mnie dżuma
Zżera mnie dżuma – jedyny singel zespołu Absurd. Nagrań dokonano w "Studio Wawrzyszew" w Warszawie w 1986 roku. Utwór tytułowy gościł na listach Rozgłośni Harcerskiej oraz Programu III Polskiego Radia.

## Lista utworów
1. "Zżera mnie dżuma" (D. Dusza) – 4:28
2. "Izolacja" (D. Dusza) – 3:33

## Skład
- "Lumpaj" – wokal
- Dariusz Dusza – gitara
- Lucjan "Lucek" Gryszka – gitara basowa
- "Marlena" – perkusja